# 사상 나들목
사상 나들목(Sasang IC)은 부산광역시 사상구 감전동에 설치된 남해고속도로제2지선의 5번 교차로이며, 남해고속도로제2지선의 종점이다. 감전 나들목(Gamjeon IC)이라고도 한다. 부산광역시도 제22호선 동서고가도로와 연결된다.

## 연혁
- 1981년 9월 4일 : 부산마산고속도로 개통과 함께 영업 개시[2]
- 2008년 7월 16일 : 냉정 ~ 부산 구간 확장 공사로 부산광역시 도시계획시설 교통광장에 사상구 감전동 일대를 감전 나들목으로 고시[3]
- 2009년 12월 31일 : 부산광역시 도시계획시설 교통광장 면적 조정[4]

## 구조물 정보
- 위치: 부산광역시 사상구 감전동

## 접속하는 도로
- 부산광역시도 제22호선 (동서고가도로)

## 명칭의 유래
부산광역시 사상구에 위치하고 있어 사상 나들목이라는 명칭을 가지고 있다.